# 베드로의 둘째 편지

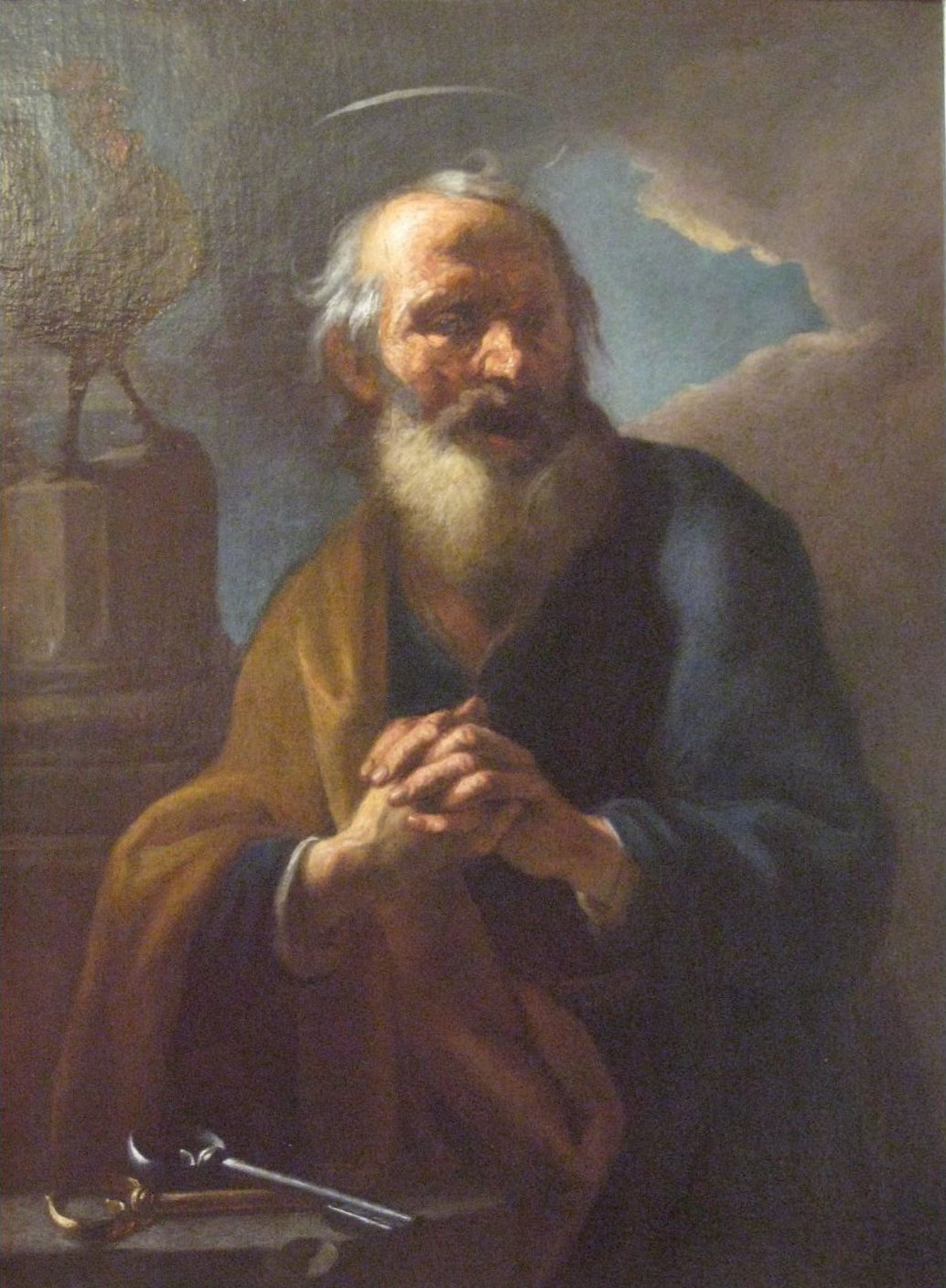
베드

베드로의 둘째 편지(영어: second eipistle of peter) 또는 베드로의 둘째 서간 혹은 베드로후서는 신약성경의 서간 가운데 하나이다. 신약성경중  정경으로 인정되기까지 가장 오랜시간이 걸렸다. 예수의 제자인 시몬 베드로가 그 저자로 1장 1절에서 언급하고 있으며 전통적으로 이를 받아들여왔지만, 현대의 성서학자들은 이 서신을 베드로의 추종자 중 한 명 이상이 베드로를 가명으로 사용하여 저술한 위서로 본다. 저술 연대는 AD 60~150년으로 추정된다.

## 저자
초기비판자들은 베드로의 제자들이 베드로의 이름을 빌려서 썼다고 보았다. 그러나 오늘날은 베드로의 첫째 편지와 베드로의 둘째 편지가 글형식에 차이가 나는 것은 베드로가 각기 다른 필사자를 고용했기 때문이라고 보기도 한다.
베드로의 둘째 편지의 서두에는 저자로 사도 베드로의 이름이 명시되어 있다. 그러나 고대부터 이 편지의 진정성에 대한 의문이 제기되어 왔으며, 이를 진정한 서신으로 보는 이들도 "신약성경 중에서 가장 저자에 대한 의심을 받았던 책"이라는 점은 인정한다.
의심을 받는 주요 이유 중 하나는 문체이다. 이 편지의 문체는 베드로의 첫째 편지와도 다르며, 헬레니즘적 요소가 용어나 개념에 강하게 반영되어 있다. 또한, 복음서에서 묘사된 베드로의 솔직한 성격과는 달리, 이 편지의 문체는 과장되고 격식을 차린 듯한 느낌을 준다는 점도 문제로 지적된다. 이러한 문체는 우회적이고 기교적이며, 장식이 많다는 평가도 있다.
바트 D. 어만은 역사적 인물인 베드로가 글을 쓸 수 없었을 것이라고 주장한다. 이는 사도행전 4장 13절에서 그가 "학문이 없고 무식한 사람"으로 묘사되었거나, 갈릴리의 작은 도시 가버나움 출신의 어부였기 때문이라고 설명한다. 당시 가버나움은 비교적 작은 규모의 도시였고, 단일 언어를 사용하는 지역으로 문맹률이 높았을 가능성이 크다.
리처드 보컴은 U. 홀츠마이스터의 1949년 연구 데이터를 사용하여 베드로전서와 후서의 어휘 통계적 차이를 분석했다. 연구에 따르면, 베드로전서와 후서에서 38.6%의 단어가 공통되고, 후서에서 나타나는 61.4%의 단어가 고유하며, 베드로전서에서 사용된 단어 중 28.4%가 두 서신에서 공통되지만 71.6%는 베드로전서에만 나타난다. 그러나 이러한 수치는 다른 정통으로 여겨지는 서신들과 비교했을 때, 단순한 통계적 분석만으로 문학적 관계를 입증하기에는 부족하다는 지적도 있다.
보컴은 또한 "베드로후서의 그리스어 문체는 현대 독자들이 선호하지 않을 정도로 때때로 과장되고 거창하며, 다소 인위적인 수사와 '미끄러운 그리스어'가 특징"이라고 지적했다. 반면 베드로전서는 보다 단순하고 직설적인 문체를 사용한다. 보컴은 이러한 차이를 설명하기 위해 베드로후서가 '아시아적 그리스어(Asiatic Greek)' 전통과 관련이 있을 가능성을 제시한다. 이러한 차이를 어떻게 해석할 것인가가 논쟁의 핵심이다. 켈리(Kelly)와 같은 학자들은 이러한 차이점들이 베드로전서와 후서가 동일한 저자에 의해 쓰이지 않았음을 보여준다고 주장한다.
이에 대해 진정한 서신이라고 보는 입장에서는, 실루아노에게 구술하여 작성된 베드로의 첫째 편지와 달리, 이 둘째 편지는 베드로가 직접 썼거나 다른 필경자를 통해 작성되었기 때문에 문체가 달라졌을 것이라는 반론을 제기한다. 또한, 갈릴리의 어부였던 베드로가 이러한 헬레니즘 색채가 강한 편지를 쓸 수 없다는 비판에 대해서도, 구약성경의 그리스어 번역본인 70인역에서 영향을 받았을 가능성, 교통의 요지였던 갈릴리에서 헬레니즘 사상을 접했을 가능성, 또는 예수의 승천 이후 각지에서 복음을 전파하며 현지의 용어를 사용했을 가능성 등이 있다는 반박이 제시된다.
또한 복음주의자들은 만약 저자가 베드로의 이름을 도용한 다른 사람이라면, 정직함에 대해 논하는 내용과 모순된다는 지적도 하고 있다. 이에 따라 비좁은 의미의 진필설뿐만 아니라, 비서가 작성했거나 베드로가 남긴 문서를 바탕으로 그를 중심으로 한 공동체의 지도자가 편집했을 가능성까지 포함하는 광의의 진필설도 제시되고 있다.
그러나 현대에 들어서 베드로의 진정한 서신으로 보는 입장이 소수라는 점은 여러 주석서에서도 인정되고 있다. 비슷한 입장은 역시 진정한 서신설을 채택하는 복음주의의 『에센셜 성서사전』에서도 드러난다. 또한, 가톨릭교회의 페데리코 바르바로도 진정한 서신으로 보았으나, 자유주의 신학자들 대부분이 위서(僞書)로 간주하고 있으며, 이를 진정한 서신으로 적극적으로 증명하기는 어렵다는 점을 인정했다.
한편, 위서로 보는 입장 내에서도 견해 차이가 존재한다. 저자가 자신의 위장이 드러나지 않도록 다양한 전략을 사용했을 것이라는 입장과, 저자의 위장이 당시 사람들에게도 명백했을 것이며 이를 "기만의 의도가 없는 공적인 위서"로 보는 입장도 있다. 베드로후서가 유언장 문학(testamentary genre)과 같은 특정 유형의 가명문서(pseudepigraphy)였으며, 이러한 관행이 당시에는 일반적이고 도덕적으로 허용되었다고 주장하기도 한다. 즉, 제자들이 작성한 작품이 스승의 이름으로 출판되는 것이 문제가 되지 않았다는 것이다.

## 편집시기
베드로 후서의 작성 시기에 대해서는 학자들 사이에서 다양한 의견이 존재한다. 아래는 주요 학자들의 주장과 그에 따른 추정 시기이다.
- 약 60년경: 찰스 비그(Charles Bigg)[31]
- 63년경: 기제(Giese), 볼렌베르크(Wohlenberg)[32][33]
- 64년 ~ 110년: 데이비즈(Davids)[34]
- 60년대 중반: 하비(Harvey), 타우너(Towner), 마이클 그린, 무(Moo), 마운스(Mounce)[35][36][37][38]
- 70년경 또는 80년경: 샤인(Chaine)[39]
- 75년 ~ 100년: 리처드 보컴, 약 80~90년경으로 추정[40]
- 80년 ~ 90년: 더프(Duff)[41]
- 약 90년경: 라이케(Reicke), 스피크(Spicq)[42][43]
- 1세기 말 또는 2세기 초: 퍼킨스(Perkins), 해링턴(Harrington), 웨르제(Werse)[44][45][46]
- 약 100년경: 쉘클레(Schelkle)[47]
- 100년 ~ 110년: 크노흐(Knoch), 켈리(Kelly)[48][49]
- 100년 ~ 125년: 제임스(James), 포그틀레(Vogtle), 파울센(Paulsen)[50][51][52]
- 100년 ~ 140년: 캘런(Callan), 약 125년경으로 추정[53]
- 약 130년경: 레이먼드 E. 브라운(Raymond E. Brown), 사이드보텀(Sidebottom)[54][55]
- 약 150년경: L. 해리스(L. Harris)[56]

본서의 기록에 따르면, 베드로가 죽음을 앞두고 쓴 것으로 되어 있다(1장 14절). 이를 진정한 서신으로 볼 경우, 이러한 내용을 바탕으로 작성 시기는 베드로의 순교 직전으로 추정된다. 가톨릭교회의 페데리코 바르바로는 집필 시기를 66년 말 또는 67년 초로 추정했으며, 복음주의 진영에서도 66년경, 67년경, 68년경이라는 다양한 견해가 제시되고 있다. 이에 비판적인 자유주의 진영에서는, 만약 60년대에 작성되었다면 당시 초대교회가 겪고 있던 심각한 상황이 문장 속에서 드러나지 않는 점을 문제로 지적한다.
이를 위서(僞書)로 볼 경우, 작성 시기를 뒷받침하는 근거로 여러 기록이 제시된다. 그중 하나는 3장 15절과 16절에서 바울의 서신들이 널리 읽히고 있다는 내용이다(후술). 이 구절로 미루어 보아, 본서가 작성된 시기에는 이미 바울의 서신들이 정리되어 구약성경과 같은 권위를 얻고 있었음을 알 수 있다. 이는 바울이 생존해 있을 때 발생했을 가능성이 낮다는 주장이다.
이에 대해 복음주의 진영에서는, 오늘날과 같은 완성된 형태의 바울 서신집이 아니라 부분적으로 모아진 형태라면 바울 생존 시에도 가능했을 것이라는 반론이 제기되고 있다. 또한, 베드로가 바울이나 바울과 동행했던 실루아노 등과 개인적으로 접촉하며 바울 서신을 알게 되었을 가능성도 있다는 주장이 제시된다.
두 번째 근거는 3장 3-4절의 내용이다. 여기서 언급되는 "조상들"은 예수를 직접 만난 첫 세대의 그리스도인들을 가리키는 것으로 이해된다. 따라서 이들이 이미 죽은 지 상당한 시간이 지난 것으로 서술되고 있는 점에서, 베드로가 직접 쓴 것이라고 보기 어렵고, 이후 시대의 누군가가 작성한 것으로 여겨진다. 이에 대해 복음주의 진영에서는, 이 "조상들"은 구약성경에서 언급되는 족장들을 의미하는 것으로 보아야 하며, 이는 베드로의 진필성을 부정하는 근거가 될 수 없다고 반박한다. 베드로의 진필성을 인정하지 않는 학자들 중에서도 이 "조상들"을 "족장"으로 해석하는 입장을 취하는 이들도 있다.
세 번째 근거는 시제 사용이다. 베드로 후서는 베드로가 살아있던 시기 이후에 등장할 거짓 교사들에 대한 비판을 담고 있다. 이러한 비판은 처음에는 미래형으로 서술되지만, 점차 현재형으로 바뀌고, 마지막에는 완료형으로 서술된다. 이는 저자가 거짓 교사들과 이미 직면해 있으며, 동시대인으로서 그들의 불완전한 위선을 비판하고 있다는 인상을 준다. 이에 대해 진정한 서신으로 보는 입장에서는, 일부 미래형 표현은 예수가 예언한 내용을 회상하는 방식으로 쓰인 것이라는 반론이 제기된다.
정확한 작성 시기는 불명확하지만, 자유주의 성서학자들은 대체로 2세기 전반에서 중반경에 작성된 것으로 보고 있으며, 신약성경에 포함된 책들 중 가장 늦게 작성된 책으로 평가되기도 한다.
또한, 2세기에는 『베드로 묵시록』, 『베드로의 설교』, 『베드로 복음서』, 『베드로 행전』 등 베드로의 이름을 차용한 외경들이 다수 집필되었다. 이에 따라 베드로 후서 또한 본래 이러한 외경과 동일한 그룹에 속하는 문서라고 보는 견해도 있다. 반면, 이를 진정한 서신으로 보는 경우  베드로의 명성이 높았던 만큼 그의 이름을 딴 외경이 많은 것은 자연스러운 일이며, 이것만으로 베드로 후서를 동일한 범주로 볼 수는 없다고 반박했다.

## 내용

### 문체
이 서신의 내용과 문체는 베드로전서와 매우 다르다. 이 서신의 저자는 누가복음과 사도행전의 저자와 마찬가지로 문학적 관습에 익숙하며, 바울로 서신이나 마가복음보다 더 고급스러운 코이네 그리스어로 작성되었다. 특히 아시아적 수사학(Asianism)으로 불리는 아시아 지역 특유의 수사 기법인 고르기아스풍(Gorgianic figures)을 사용하고 있으며,  이러한 문체는 이그나티우스의 것과 디오그네투스에게 보낸 서신과 유사하다. 이러한 점에서 일부 학자들은 베드로전서와 마찬가지로 이 서신도 아시아 소아시아 지역의 이방인 기독교인들을 대상으로 쓰인 것으로 본다.

### 다른 서신과의 관계
이 서신은 구약성경을 11번 인용하고 있다. 특히 3:15-16에서는 바울의 서신을 언급하며, 일부 학자들은 3:10a를 데살로니가전서 5:2, 3:14를 데살로니가전서 5:23과 연결 짓는다.
저자는 복음서 전통과 연결되어 있으며, 주로 예수의 변모사건에서 그 흔적을 찾아볼 수 있다. 예를 들면, 1:4는 마가복음 9:1, 1:11은 마가복음 9:1, 1:16, 18은 마가복음 9:2-10, 1:17은 마태복음 17:5, 1:19는 마가복음 9:4와 연관된다. 또한 재림에 대한 약속은 3:10b에서 마가복음 13:31 또는 누가복음 21:33과 연결된다.
유다서와 많은 구절을 공유한다. 다음은 두 서신 간의 유사한 구절이다.
- 1:5 ↔ 유다서 3절
- 1:12 ↔ 유다서 5절
- 2:1 ↔ 유다서 4절
- 2:4 ↔ 유다서 6절
- 2:5 ↔ 유다서 5절
- 2:6 ↔ 유다서 7절
- 2:10–11 ↔ 유다서 8–9절
- 2:12 ↔ 유다서 10절
- 2:13–17 ↔ 유다서 11–13절
- 2:18 ↔ 유다서 16절
- 3:2f ↔ 유다서 17f절
- 3:3 ↔ 유다서 18절
- 3:14 ↔ 유다서 24절
- 3:18 ↔ 유다서 25절

학계에서는 일반적으로 유다서가 더 짧고, 다양한 문체적 특징으로 인해 이 서신이 유다서의 내용을 참고했을 것으로 본다. 2:4에서는 타락한 천사들이 감금되어 있는 장소로 타르타로스가 언급된다. 이는 유다서 6절에서도 확장되어 다루어진다. 유다서 6절은 분명히 에녹서를 참조하고 있으며, 리처드 보컴은 2:4가 유다서 6절에 부분적으로 의존하고 있으나, 동시에 시락서 16:7-10, 다마스커스 문서 2:17–3:12, 마카베오기 제3서 2:4–7, 납달리의 유언 3:4–5, 미슈나 산헤드린 10:3 등에서 발견되는 권고적 전통(paraenetic tradition)을 독자적으로 활용했다고 설명한다.

### 배경
예수의 죽음과 부활 후에 교회 안에서 거짓 선생들이 나타났다. 초대교회에서 기독교인들은 그리스도의 재림을 기다리고 있었는데 시간이 지나도 재림이 일어나지 않자, 일부는 재림은 결코 없을 것이라고 주장했다. 이러한 태도는 결국 하느님의 모든 약속에 대한 의심을 불러일으켰다.

### 전체 내용
- 1장 : 인사, 그리스도인의 소명, 사도들과 예언자들의 증언, 실족함에 대한 경고
- 2장 : 거짓 예언자들과 거짓 교사들
- 3장 : 창조에 대한 정의, 회개의 정의, 주님의 재림

### 목적
거짓선생들의 가르침은 진리가 아니고, 거짓선생들의 삶은 부도덕한 것이 특징이라는 것을 알리기 위해서이다. 또한, 거짓선생들의 유혹을 뿌리치고 그리스도 안에 거하도록 하기 위해서이다.

### 교훈
베드로는 거짓 가르침에 속지 말라고 하고있다. 언제나 거짓선생들이 나타나서 하느님으로부터 벗어나게 함으로, 주님의 가르침을 기억해서 거짓된 가르침을 물리치라고 교훈한다.

## 같이 보기
- 베드로의 첫째 편지

### 내용주
1. ↑  베드로전서 역시 종종 가명서신이라는 의심을 받기도 한다.(日本聖書協会 2004, 24쪽 ; G・タイセン 2003, 206쪽 etc.).
2. ↑  정통파의 권위를 부여하기 위해 가명이 필요했던 것이지, 독자를 속인 결과로 경전이 된 것은 아니라는 것이다(上村 2011, 306쪽).
3. ↑  터툴리안 Adversus Marcionem. 4.5.3-4;

마가가 편집한 것은 마가가 통역한 베드로의 [페트리 아페르메투르]라고 명시되어 있습니다. 루가의 해설도 보통 바울의 [파울로 아드스크립베레 솔렌트]로 기록되어 있습니다. 제자들이 출판한 저작물을 스승의 소유로 간주하는 것은 허용됩니다[Capit magistrorum videri quae discipuli promulgarint].
4. ↑  60년대 초반 예루살렘 교회에서는 지도적 위치에 있던 예수의 형제 야고보가 처형되고, 거의 같은 시기 네로의 재위 기간과 겹치는 로마에서는 베드로와 바울이 순교한 것으로 추정되는 등 지도적 인물들이 잇달아 사라졌다.(加藤 1999, 151–152쪽)

1. ↑  벧후 3:10에서 살전 5:2을 인용했다는 주장은 논쟁의 여지가 있다. 듀안 F. 왓슨, 테라니 캘런, 데니스 파카스팔비가 이런 주장을 한 반면, 마이클 J. 길모어는 이 암시의 동일성에 이의를 제기한다.[86]

### 참조주
1. ↑  Brown, Raymond E., Introduction to the New Testament, Anchor Bible, 1997, ISBN 0-385-24767-2. p. 767 "the pseudonymity of II Pet is more certain than that of any other NT work."
2. ↑  Ehrman, Bart (2005). 《Misquoting Jesus: The Story Behind Who Changed the Bible and Why》. Harper Collins. 31쪽. ISBN 978-0-06-182514-9. Evidence comes in the final book of the New Testament to be written, 2 Peter, a book that most critical scholars believe was not actually written by Peter but by one of his followers, pseudonymously.
3. ↑  Duff 2007, 1271쪽.
4. ↑  Davids, Peter H (1982).  Marshall, I Howard; Gasque, W Ward, 편집. 《The Epistle of James》. New International Greek Testament Commentary repr.판. Grand Rapids, MI: Eerdmans. ISBN 0-80282388-2.
5. ↑  Evans, Craig A (2005).  Evans, Craig A, 편집. 《John, Hebrews-Revelation》. Bible Knowledge Background Commentary. Colorado Springs, CO: Victor. ISBN 0-78144228-1.
6. ↑  前田 1956, 365쪽
7. ↑  ヨハネス・シュナイダー 1975, 224쪽
8. ↑  川村 1981, 422–423쪽
9. 1 2 3  日本聖書協会 2004, 25쪽
10. ↑  小林 1996, 349–350쪽
11. ↑  小林 2003, 386–387쪽
12. 1 2 3  速水 1991, 433쪽
13. ↑  レジス・ビュルネ 2005, 123쪽
14. ↑  Ehrman, Bart (2011). 《Forged: Writing in the Name of God: Why the Bible's authors are not who we think they are》. Harper One. 52–77; 133–141쪽. ISBN 9780062012616. OCLC 639164332.
15. ↑  Holzmeister, U. (1949). Vocabularium secundae espitolae S. Petri erroresque quidam de eo divulg ati. Biblica 30:339-355.
16. ↑  Bauckham 1983, 144. “These percentages do not compare badly with those for 1 and 2 Corinthians: of the words used in 1 Corinthians, 40.4 percent are common to 1 and 2 Corinthians, 59.6 percent are peculiar to 1 Corinthians; of the words used in 2 Corinthians, 49.3 percent are common to 1 and 2 Corinthians, 50.7 percent are peculiar to 2 Corinthians.”
17. ↑  Bruce M. Metzger. (1972). Literary Forgeries and Canonical Pseudepigrapha. Journal of Biblical Literature Vol. 91, No. 1 (Mar., 1972), pp. 3-24 at. 17.
18. ↑  Bruce M. Metzger. (1958). A Reconsideration of Certain Arguments Against the Pauline Authorship of the Pastoral Epistles. The Expository Times 1970; pp. 91-99.
19. ↑  Bauckham 1983, 144.
20. ↑  Bauckham 1983, 138.
21. ↑  Kelly 1993, 237.
22. 1 2 3 4  山口 1998, 536쪽
23. 1 2 3 4  倉沢 2008, 1813쪽
24. ↑  前田 1956, 362쪽
25. ↑  倉沢 2008, 1813–1814쪽
26. ↑  フェデリコ・バルバロ 1967, 174쪽
27. ↑  辻 2006
28. ↑  G・タイセン 2003, 212쪽
29. ↑  Bauckham, RJ. (1988). Pseudo-Apostolic Letters. Journal of Biblical Literature Vol. 107, No. 3 (Sep., 1988), pp. 469-494 (26 pages). at. 489.
30. ↑  Armin D. Baum. (2017). Content and Form: Authorship Attribution and Pseudonymity in Ancient Speeches, Letters, Lectures, and Translations—A Rejoinder to Bart Ehrman. Journal of Biblical Literature Vol. 136, No. 2 (Summer 2017), pp. 381-403 (23 pages). at. 389-390.
31. ↑  Bigg, C. (1901) "The Epistle of St Peter and Jude", in International Critical Commentary. pp. 242-47.
32. ↑  Giese. C. P. (2012). 2 Peter and Jude. Concordia Commentary. St Louis: Concordia. pp. 11.
33. ↑  Wohlenberg, G. (1915). Der erste und zweite Petrusbrief, pp. 37.
34. ↑  Davids, P. H. (2006). The Letters of 2 Peter and Jude. (PNTC; Grand Rapids: Eerdmans), pp. 130-260. at. 130-131.
35. ↑  Harvey and Towner. (2009). 2 Peter & Jude. pp. 15.
36. ↑  Green, M. (1987). Second Epistle General of Peter and the Epistle of Jude. An Introduction and Commentary. Rev. ed. TNTC. Grand Rapids: Baker Academic. pp. 47.
37. ↑  Moo, D. J. (1996). 2 Peter and Jude. NIVAC. Grand Rapids: Zondervan. pp. 24-25.
38. ↑  Mounce. (1982). A Living Hope. pp. 99.
39. ↑  Chaine, J. (1943). Les Epitres Catholiques. pp. 34.
40. ↑  Bauckham 1983, 157-158.
41. ↑  Duff, J. (2001). 78. 2 Peter, in John Barton and John Muddiman (ed.), "Oxford Bible Commentary". Oxford University Press. p. 1271
42. ↑  Reicke, B. (1964). James, Peter and Jude. pp. 144 -145.
43. ↑  Spicq, C. (1966). Epitres de Saint Pierre. pp. 195.
44. ↑  Perkins, P. (1995). First and Second Peter. pp. 160.
45. ↑  Harrington, D. J. (2008). “Jude and 2 Peter”. pp. 237.
46. ↑  Werse, N. R. (2016). Second Temple Jewish Literary Traditions in 2 Peter. The Catholic Biblical Quarterly Vol. 78, No. 1. pp. 113.
47. ↑  Schelkle, K. H. (1964). Die Petrusbriefe. pp. 178-179.
48. ↑  Knoch, O. (1998). Erste und Zweite Petrusbrief. pp. 213.
49. ↑  Kelly, J. N. D. (1969). Epistles of Peter and of Jude, The (Black's New Testament Commentary). Grand Rapids, Mich.: Baker Academic. pp. 237.
50. ↑  James, M. R. (1912). Second Epistle General of Peter. pp. 30.
51. ↑  Vogtle, A. (1994). Der Judasbrief/Der 2. Petrusbrief. pp. 237.
52. ↑  Paulsen, H. (1992). Der Zweite Petrusbrief und der Judasbrief. Vandenhoeck & Ruprecht. pp. 94.
53. ↑  Callan. (2014). Acknowledging the Divine Benefactor: The Second Letter of Peter. James Clarke & Company pp 36.
54. ↑  R. E. Brown 1997, 767.
55. ↑  Sidebottom, E. M. (1982) James, Jude, 2 Peter. New Century Bible Commentary. Eerdmans Publishing Co. Grand Rapids-Michigan. pp. 99.
56. ↑  Stephen L. Harris (1980). 《Understanding the Bible: a reader's guide and reference》. Mayfield Pub. Co. 295쪽. ISBN 978-0-87484-472-6. Virtually no authorities defend the Petrine authorship of 2 Peter, which is believed to have been written by an anonymous churchman in Rome about 150 C.E.
57. ↑  フェデリコ・バルバロ 1975, 622쪽
58. ↑  いのちのことば社出版部（翻訳） 2011, 2109쪽
59. ↑  尾山 1964, 288쪽
60. ↑  小林 1996, 350쪽
61. ↑  フランシスコ会聖書研究所 1970, 75–76쪽
62. ↑  小林 1996, 351쪽
63. ↑  辻 2000, 698, 703–704쪽
64. ↑  倉沢 2008, 1820–1821쪽
65. ↑  田川 2015, 376–378쪽
66. ↑  小林 2003, 388쪽
67. ↑  ヨハネス・シュナイダー 1975, 223쪽
68. ↑  W・マルクスセン 1984, 424쪽
69. ↑  フェデリコ・バルバロ 1967, 171쪽
70. ↑  小林 1996, 351쪽
71. ↑  辻 2000, 698쪽
72. 1 2  W・マルクスセン 1984, 427쪽
73. ↑  秋山 2005, 402쪽
74. ↑  フランシスコ会聖書研究所 1970, 75쪽
75. ↑  宮本 1992, 738쪽
76. ↑  木田 등. 1995, 465–466쪽
77. ↑  川村 1981, 422쪽
78. ↑  前田 1956, 364쪽
79. ↑  Helmut Koester, 1982, Introduction to the New Testament, Vol. One: History, Culture and Religion of the Hellenistic Age, Fortress Press/Walter de Gruyter. pp. 107–10.
80. ↑  Reicke 1964, 146–47.
81. ↑  Kelly 1969, 228.
82. ↑  Aune, David E. (2003). The Westminster Dictionary of New Testament and Early Christian Literature and Rhetoric. Westminster John Knox Press. pp. 199
83. ↑  Köstenberger, Andreas J; Kellum, Scott L, and Quarles, Charles L. (2012). The Lion and the Lamb. B&H Publishing Group, pp. 338–39
84. ↑  Chaine 1939, 32–3.
85. ↑  Knoch 1990, 199.
86. ↑  Werse 2016, 112.
87. ↑  Longenecker, Richard N. (2005). Contours of Christology in the New Testament, pp 280–81.
88. ↑  Werse 2016, 124.
89. 1 2  T. Callan, "Use of the Letter of Jude by the Second Letter of Peter", Biblica 85 (2004), pp. 42–64.
90. ↑  The Westminster dictionary of New Testament and early Christian literature, David Edward Aune, p. 256
91. ↑  Christian-Jewish Relations Through the Centuries By Stanley E. Porter, Brook W. R. Pearson

## 참고 문헌
- 秋山, 憲兄（監修） (2005), 《新共同訳聖書 聖書辞典》 2판, 新教出版社, ISBN 4400110737
- 浅見, 定雄 (1999年4月29日・5月6日号), “『ノストラダムス』で子どもが壊れていく! 聖書は悪用されている”, 《週刊文春》, 59–63쪽
- 荒井, 献, 편집. (1988), 《新約聖書正典の成立》, 日本基督教団出版局
- いのちのことば社出版部（翻訳） (2011), 《聖書 新改訳 解説・適用付 BIBLEnavi》, いのちのことば社, ISBN 9784264028710
- 上村, 静 (2011), 《旧約聖書と新約聖書》, 新教出版社, ISBN 9784400300021
- 小塩, 力 (1955), 《聖書入門》, 岩波新書, 岩波書店
- 尾山, 令仁 (1964), 《聖書の概説》, 羊群社
- ジャン・カルヴァン (1963), 《カルヴァン・新約聖書註解XIV公同書簡（NTD新約聖書註解）》, 번역 乾慶四郎・久米あつみ, 新教出版社
- 川村, 輝典 (1981), 〈ペトロの第二の手紙〉, 《総説新約聖書》, 日本基督教団出版局, 421–425쪽, ISBN 4818420263（荒井献・中村和夫・川島貞雄・橋本滋男・川村輝典・松永晋一 共著）
- 木田, 献一; 野本, 真也; 橋本, 滋男; 和田, 幹男 (1995), 《新共同訳聖書辞典》, キリスト新聞社, ISBN 4873952689（標記4名は監修者）
- 櫛田, 節夫 (1983), 〈ペテロの手紙第二〉, 《ペテロ・ヨハネ・ユダの手紙（新聖書講解シリーズ）》, いのちのことば社, ISBN 4264005779（宮村武夫 櫛田節夫 井戸垣彰 三橋萬利 井上温章著）
- 倉沢, 正則 (2008), 〈ペテロの手紙〉,   宇田進; 富井悠夫; 宮村武夫, 《新実用聖書注解》, いのちのことば社, 1799–1822쪽, ISBN 9784264025986
- 小林, 稔 (1996), 〈公同書簡〉,   新約聖書翻訳委員会, 《新約聖書V パウロの名による書簡 公同書簡 ヨハネの黙示録》, 岩波書店, 81–184, 315–361쪽, ISBN 400003930X
- 小林, 稔 (2003), 〈ペトロの手紙二〉, 《新版 総説新約聖書》, 日本基督教団出版局, 386–391쪽, ISBN 9784818405042（大貫隆・山内眞監修）
- 小林, 稔 (2004), 〈ペトロの第二の手紙〉,   上智大学キリスト教文化・東洋宗教研究所, 《思いがけない言葉 - 聖書で見過ごされている文書》, リトン, 113–145쪽, ISBN 4947668687
- ヨハネス・シュナイダー (1975), 《公同書簡（NTD新約聖書註解）》, NTD新約聖書註解刊行会
- 新日本聖書刊行会 (2004), 《新改訳 新約聖書 伝道版》 3판, いのちのことば社, ISBN 9784264020110
- G・タイセン (2003), 《新約聖書 歴史・文学・宗教》, 번역 大貫隆, 教文館, ISBN 4764266369
- 田川, 建三 (1997), 《書物としての新約聖書》, 勁草書房, ISBN 432610113X
- 田川, 建三 (2015), 《新約聖書 訳と註・第六巻》, 作品社, ISBN 9784861821554
- 塚本虎二訳新約聖書刊行会, 편집. (2012), 《塚本虎二訳新約聖書》 2판, 新教出版社, ISBN 9784400111191
- 辻, 学 (2000), 〈ペトロの手紙二〉, 《新共同訳 新約聖書略解》, 日本基督教団出版局, 698–705쪽, ISBN 4818403660（監修山内眞）
- 辻, 学 (2006), “第二ペトロ書の偽作意図とストラテジー”, 《新約学研究》, 34호, 19–31쪽（日本新約学会）
- 日本聖書協会 (2004), 《新約聖書スタディ版 - わかりやすい解説つき聖書 新共同訳》, 日本聖書協会, ISBN 9784820232322
- 速水, 敏彦 (1991), 〈ペトロの手紙二」「ユダの手紙〉,   川島貞雄; 橋本滋男; 堀田雄康, 《新共同訳　新約聖書注解II》, 日本基督教団出版局, 432–443, 475–482쪽
- 宮本, 信之助 (1992), 〈ペテロの第二の手紙〉,   山谷省吾; 高柳伊三郎; 小川治郎, 《増訂新版 新約聖書略解》 増訂新版36판, 日本基督教団出版局, 738–742쪽, ISBN 4818420034
- フェデリコ・バルバロ (1967), 《公書注解（新約聖書注解集11）》, ドン・ボスコ社
- フェデリコ・バルバロ (1975), 《新約聖書》, 講談社
- レジス・ビュルネ (2005), 《新約聖書入門》, 文庫クセジュ, 번역 加藤隆, 白水社, ISBN 4560508925
- フランシスコ会聖書研究所 (1970), 《聖書 原文校訂による口語訳 全キリスト者への手紙（ヤコブ、ペトロ、ヨハネ、ユダ）》, 中央出版社
- ギュンター・ボルンカム (1972), 《新約聖書（現代神学の焦点6）》, 번역 佐竹明, 新教出版社
- 前田, 護郎 (1956), 《新約聖書概説》, 岩波全書, 岩波書店
- W・マルクスセン (1984), 《新約聖書緒論》, 번역 渡辺康麿, 教文館
- 宮平, 望 (2015), 《ヤコブ・ペトロ・ヨハネ・ユダの手紙 私訳と解説》, 新教出版社, ISBN 9784400119012
- 山口, 昇（監修） (1998), 《エッセンシャル聖書辞典》, いのちのことば社, ISBN 4264017270